# Stegesjön, Dalsland
Stegesjön är en sjö i Färgelanda kommun i Dalsland och ingår i Örekilsälvens huvudavrinningsområde. Sjöns area är 0,022 kvadratkilometer och den befinner sig 122,2 meter över havet.